# Сунь Даолинь
Сунь Даолинь (кит. упр. 孙道临, пиньинь Sūn Dàolín, 18 декабря 1921 — 28 декабря 2007) — китайский киноактёр и режиссёр.

## Биография
Сунь Даолинь родился в 1921 году в Бэйпине (ныне — Пекин). Его отец Сунь Вэньяо был инженером-железнодорожником, получившим образование в Бельгии; и отец и мать (Фань Няньхуа) были родом из провинции Чжэцзян. После школы Сунь Даолинь поступил в Яньцзинский университет, где изучал философию, но учёба была прервана японо-китайской войной. В годы войны Сунь Даолинь проявил себя как патриот, и за свою деятельность даже был на некоторое время брошен в тюрьму марионеточным прояпонским режимом. Защитить диплом по философии он смог лишь в 1947 году.
Сунь Даолинь стал сниматься в кино в конце 1940-х. Одной из первых стала роль в фильме Чжэн Цзюньли «Вороны и воробьи», остро критикующем коррупцию в гоминьдановском правительстве. После победы КПК в гражданской войне Сунь Даолинь продолжил работать в области кино, и стал одним из самых известных актёров в Китае в 1950—1970-х годах.
В 1980-х Сунь Даолинь стал пробовать себя в качестве режиссёра. В 1983 году он, взяв за основу пьесу Цао Юя 1933 года, написал сценарий и снял со своим собственным участием фильм «Гроза». Другой его режиссёрской попыткой стал снятый в 1992 году фильм «Мачеха».
Сунь Даолинь скончался в Шанхае 28 декабря 2007 года. Проститься с ним пришло свыше тысячи поклонников.

## Фильмография

### Актёрские работы
| Год  | Оригинальное название | Русское название               | Роль         | Примечания             |
| ---- | --------------------- | ------------------------------ | ------------ | ---------------------- |
| 1948 | 大团圆                |                                |              |                        |
| 1949 | 乌鸦与麻雀            | Вороны и воробьи               | Учитель Хуа  |                        |
| 1950 | 民主青年进行曲        |                                | Фан Чжэжэнь  |                        |
| 1951 | 女司机                |                                |              |                        |
| 1954 | 渡江侦察记            |                                |              |                        |
| 1955 | 南岛风云              |                                | Хань Чэнгуан |                        |
| 1956 | 家                    | Семья                          | Гао Цзюэсинь |                        |
| 1957 | 不夜城                | Город без ночи                 |              |                        |
| 1958 | 永不消逝的电波        | Передатчик продолжает работать | Ли Ся        |                        |
| 1958 | 红色的种子            |                                |              |                        |
| 1959 | 万紫千红总是春        |                                | Чжэн Баоцин  |                        |
| 1960 | 革命家庭              | Семья революционеров           | Цзян Ли-цюнь |                        |
| 1963 | 早春二月              | Ранняя весна в феврале         | Сяо Цзяньцю  |                        |
| 1979 | 李四光                | Ли Сыгуан                      | Сяо Цзяньцю  |                        |
| 1982 | 一盘没有下完的棋      | Неоконченная партия в шахматы  | Куан Ишань   | Частично снят в Японии |
| 1983 | 雷雨                  | Гроза                          |              |                        |
| 1986 | 非常大总统            | Временный президент            | Сунь Ятсен   |                        |

### Режиссёрские работы
| Год  | Оригинальное название | Русское название    |
| ---- | --------------------- | ------------------- |
| 1983 | 雷雨                  | Гроза               |
| 1986 | 非常大总统            | Временный президент |
| 1992 | 继母                  | Мачеха              |